# إدغار هامبتون ارين
إدغار هامبتون ارين (بالإنجليزية: Edgar Hampton Warren)‏ هو أستاذ مدرسة وسياسي أسترالي وبريطاني (وحمل سابقاً جنسية المملكة المتحدة لبريطانيا العظمى وأيرلندا)، ولد في 28 يوليو 1865 في ميناء أوغستا في أستراليا، وتوفي في 20 مايو 1946. حزبياً، نشط في Liberal and Democratic Union ‏ وLiberal Union (South Australia) ‏ وLiberal and Country League (Western Australia) ‏ وCountry Party (South Australia) ‏ وFarmers and Producers Political Union ‏. وقد انتخب عضو مجلس النواب جنوب أستراليا من الجمعية عن دائرة Electoral district of Flinders ‏ وقد انضم خلال فترته النيابية (18 مايو 1907 – 1 أبريل 1910)  للكتلة البرلمانية Farmers and Producers Political Union ‏.